# Hebeloma bruchetii
Hebeloma bruchetii är en svampart som beskrevs av Bon 1986. Hebeloma bruchetii ingår i släktet fränskivlingar och familjen Strophariaceae.   Inga underarter finns listade i Catalogue of Life.